# Gherș Budker
Gherș Budker (în rusă Герш Ицкович Будкер, numit și Andrei Mihailovici Budker; n. 1 mai 1918, Murafa, Yampolsky Uyezd⁠(d), Gubernia Podolia, Republica Populară Ucraineană – d. 4 iulie 1977, Novosibirsk, RSFS Rusă, URSS) - a fost un renumit fizician sovietic, specializat în fizică nucleară și reactori nucleari.
A fost ales membru corespondent al filialei din Siberia a Academiei de științe a URSS în anul 1958 și a fost promovat ca Academician al Secției de Fizică nucleară a Academiei de științe din URSS în anul 1964. 
Este cunoscut pentru inventarea răcirii cu electroni, care constă în reducerea emisiei termice a fasciculelor de particule prin termalizare cu fascicolul de electroni în mișcare în același sens.
De asemenea, a creat primul accelerator de particule cu fascicule în întâmpinare, din URSS.
Budker este creatorul Institutului de fizică nucleară de la Novosibirsk, care a fost numit în cinstea lui după decesul survenit în anul 1977. Sala mesei rotunde a Institutului  este decorată cu portretul lui.
Budker a fost unul dintre întemeietorii facultății de fizică a  Universității din Novosibirsk în anul 1961.
A decedat în urma unui atac de cord la Academgorodoc (orășelul academic) în anul 1977 la vârsta de 59 de ani.
Viața și faptele lui Budker au fost omagiate într-o colecție de eseuri, avându-i printre autori pe academicienii Piotr Kapița, Lev Landau și Andrei Saharov.
Printre colaboratorii Institutului de Fizică nucleară de la Novosibirsk, în anii când a fost condus de Budker, se numără profesorul Iosif Hriplovici, actualmente membru- corespondent al AS din Rusia, șef al catedrei de fizica teoretică la Universitatea din Sankt Petersburg.

## Discipoli
- Iosif Hriplovici
- Victor Flambaum

## Legături externe
- en  Gerș Budker, O metodă eficientă de dezamorsare o oscilațiilor în inele colectoare de protoni și antiprotoni Arhivat în 4 martie 2016, la Wayback Machine.
- ru  Crearea Universității din Novosibirsk Arhivat în 2 aprilie 2015, la Wayback Machine.
- en  Budker- reflecții și amintiri
- ru  Olimpiada de fizică de la Novosibirsk (1971)